# لي يونغ بوك
لي يونغ بوك أو لي فيليكس (15 سبتمبر 2000) هو مغني ورابر من فرقة ستراي كيدز الكورية وشعاره القليل من الشجاعة فقط يحب القطط والجراء
و كان أول ظهور له في برنامج البقاء الخاص ب ستراي كيدز وتم اقصاءه
في هذا البرنامج لكنه عاد في الحلقة الاخيرة هو ومينهو عضو اخر في نفس الفرقة لا يستطيع تكلم اللغة الكورية ب طلاقه لكنه مازال يتعلم ويستطيع تكلم اللغة الإنجليزية لانه عاش في أستراليا هو وعضو اخر من نفس الفرقة
بانغ تشان ويملكان جنسيات أسترالية ولد في أستراليا سيدني وعاش فيها.
1. ↑   https://straykids.jype.com/Default/Profile. {{استشهاد ويب}}: |url= بحاجة لعنوان (مساعدة) والوسيط |title= غير موجود أو فارغ (من ويكي بيانات) (مساعدة)